# Monster (film, 2003)
Pour les articles homonymes, voir Monster.
Pour plus de détails, voir Fiche technique et Distribution.
Monster est le premier long métrage réalisé par Patty Jenkins en 2003.
Ce film s'inspire de la vie de la tueuse en série américaine Aileen Wuornos.

## Synopsis
Aileen (Charlize Theron) zone depuis des années et survit en se prostituant.
Un jour, elle rencontre dans un bar Selby (Christina Ricci), une jeune lesbienne un peu immature, dont elle tombe vite amoureuse.
Les deux jeunes filles tentent alors d'échapper à leur quotidien : Selby veut s'évader d'une famille rigide et envahissante et Aileen souhaite trouver un travail.
Pourtant, parce que la situation financière n'est pas facile, Aileen retourne se prostituer.
Une nuit, elle se fait agresser par un client qu'elle parvient in extremis à tuer.
Un premier crime.
D'autres, alors, suivront.

## Fiche technique
- Titre : Monster
- Titre québécois : Monstre
- Titre original : Monster
- Réalisation : Patty Jenkins
- Scénario : Patty Jenkins
- Directeur de la photographie : Steven Bernstein (en)
- Décors : Shawn R. McFall
- Costumes : Rhona Meyers
- Montage : Arthur Coburn (de) et Jane Kurson (en)
- Musique : BT
- Producteur(s) : Mark Damon, David Alvarado, Andreas Grosch, Stewart Hall, Donald Kushner, Sammy Lee, Brent Morris, Clark Peterson, Meagan Riley-Grant, Andreas Schmid, Charlize Theron, Brad Wyman
- Sociétés de production : Media 8 Entertainment, DEJ Productions, K/W Productions, Denver and Delilah Productions, Zodiac Productions Inc.
- Budget : 8 millions $
- Pays d'origine : États-Unis
- Langue : anglais
- Format : Dolby SR, 35 mm, 1.85:1
- Genre : drame
- Durée : 109 minutes
- Date de sortie : 24 décembre 2003 (États-Unis), 14 avril 2004 (France)

## Distribution
- Charlize Theron (VF : Hélène Bizot) : Aileen Wuornos
- Christina Ricci (VF : Sylvie Jacob) : Selby Wall
- Bruce Dern : Thomas
- Pruitt Taylor Vince (VF : Pascal Casanova) : Gene
- Scott Wilson : Horton Rohrbach
- Lee Tergesen : Vincent Corey
- Annie Corley : Donna Tentler
- Kane Hodder : policier
- Marco St. John : Evan
- Marc Macaulay (en) : Will
- Brett Rice (en) : Charles
- Stephan Jones (VF : Frédéric Souterelle) : l'avocat

Source et légende : Version française (VF) sur RS Doublage

## Bande originale
Sauf indication contraire, les informations mentionnées dans cette section peuvent être confirmées par le générique de fin de l'œuvre audiovisuelle présentée ici, ainsi que par la base de données cinématographiques IMDb,  présente dans la section « Liens externes ».
- All She Wants Is par Duran Duran de 1988.
- Shake Your Groove Thing (en) par Peaches & Herb de 1978.
- What You Need (en) par INXS de 1985.
- Sugar and Spice (en) par The Searchers de 1963.
- Come with Us (en) par The Chemical Brothers de 2001.
- Crimson and Clover (en) par Tommy James and the Shondells de 1968.
- Do You Wanna Touch Me (Oh Yeah) (en) par Joan Jett and The Blackhearts de 1982.
- A Road Runner : Road Runner's 'G' Jam par Humble Pie.
- Space Age Love Song (en) par A Flock Of Seagulls de 1982.
- The Tide Is High par Blondie de 1980.
- Secret Crush On You par Peter Surdoval et Al Gross.
- Flirtin' with Disaster (en) par Molly Hatchet de 1980.
- Keep On Loving You par REO Speedwagon de 1980.
- Crazy Girl par Molly Pasutti.
- Sweet Peace and Time par Humble Pie.
- Don't Stop Believin' par Journey de 1981 (générique de fin).

Musiques non mentionnées dans le générique
- Where Do I Begin (en) par The Chemical Brothers de 1997.

Par BT :
- Lemon Balm and Chamomile (quand Aileen utilise les toilettes publiques).
- Childhood Montage.
- Girls Kiss (Hooking 1).
- The bus Stop.
- Turning Tricks.
- First Kill.
- Job Hunt.
- Bad Cop.
- Call me daddy.
- I don't like rough.
- Ferris wheel (Love theme).
- Ditch the car (selby discovers).
- Madman speech.
- Cop Killing.
- News On TV.
- Courtroom.

## Accueil

### Accueil critique
Monster a reçu dans l'ensemble des critiques élogieuses dans les pays anglophones: sur le site Rotten Tomatoes, il obtient 81 % d'avis favorables avec 150 commentaires positifs et 33 commentaires négatifs et une note moyenne de 7.2⁄10 et sur le site Metacritic, une moyenne de 74⁄100 basé sur 35 commentaires positifs et 5 commentaires mitigés. La majorité de la critique salue la performance de Charlize Theron.
En France, le film reçut également un bon accueil de la part de la presse. Le site Allociné propose une note moyenne de 3,7⁄5 à partir de l'interprétation de critiques provenant de 18 titres de presse.

## Distinctions

### Récompenses
Charlize Theron a obtenu :
- l'Oscar de la meilleure actrice
- le Golden Globe de la meilleure actrice
- le Screen Actors Guild Award de la meilleure actrice
- l'Ours d'argent de la meilleure actrice au Festival de Berlin
- le prix Broadcast Film Critics Association Awards
- le Chicago Film Critics Association Award
- le Dallas-Fort Worth Film Critics Award
- le Golden Stellite
- le Sierra Award au Las Vegas Film Critics Society
- le prix Independent Spirit

## Analyse
« Le scénario de Monster est inspiré d'une histoire vraie, mais les scènes de violence ne conduisent jamais le spectateur mâle à s'identifier au comportement des hommes. Par contre, le public dans son ensemble réagit selon des critères d'humanité aux réactions meurtrières de la jeune femme. S'il admet l'exécution de ce père de famille aux désirs incestueux qui demande à Aileen de l'appeler « papa » lorsqu'il la pénètrera, s'il comprend aussi pourquoi elle laisse en vie le pauvre type complexé qui la remercie de bien vouloir le branler, en revanche il la condamne – et elle-même ne saura supporter ce qu'elle a commis – pour l'assassinat d'un homme vieillissant qui la prend en voiture pour la conduire là où elle veut aller, sans aucune arrière-pensée lubrique. Aileen se sent pourtant forcée de l'abattre car un geste malencontreux a fait découvrir à cet homme honnête et fidèle qu'elle est armée. Elle ne veut pas risquer qu'il la signale à la police et elle le tue malgré ses supplications bouleversantes, ses dernières paroles vont pour sa femme qui l'attend et qui a besoin de lui. Aileen a franchi la ligne rouge, elle est devenue une tueuse en série, persuadée que son amour pour Selby, une fragile lesbienne aux parents autoritaires, justifie tout, y compris les crimes. Mais Selby n'hésite pas à la trahir pour se sauver elle-même. Quand enfin elle comprend que son amie a sombré dans la folie, elle contacte la police et tend un piège à Aileen pour la pousser à des aveux téléphoniques qui la mèneront tout droit sur la chaise électrique… »

## Autour du film
- Charlize Theron et Christina Ricci ont respectivement pris 30 et 10 livres (13,5 kilos et 4,5 kilos) pour leur rôle.
- Charlize Theron a reçu l'Oscar le 29 février 2004, date de l'anniversaire d'Aileen Wuornos.
- Le mot « fuck » et ses variantes sont répétés 189 fois.